# Coppa del Re 2007-2008
La Copa del Rey 2007-2008 fu la 104ª edizione della competizione.
Iniziò il 29 agosto 2007 e finì il 16 aprile 2008, con la finale dello Stadio Vicente Calderón, che vide il Valencia superare il Getafe 3-1, vincendo la sua settima coppa.

## Primo turno
Le partite furono giocate 29 agosto 2007.
- Alcoyano
- L'Hospitalet
- Ponferradina
- Rayo Vallecano
- Talavera
- Vecindario

| Squadra 1          | Risultato       | Squadra 2      |
| ------------------ | --------------- | -------------- |
| Alcalá             | 1 - 5           | Pontevedra     |
| Algeciras          | 1 - 0           | Mazarrón       |
| Barakaldo          | 1 - 1 (4-2 dcr) | Mirandés       |
| Burgos             | 2 - 0           | Haro Deportivo |
| Caudal             | 0 - 1           | San Isidro     |
| Coruxo             | 2 - 4           | Badalona       |
| Dénia              | 2 - 1           | Reus           |
| Eivissa-Ibiza      | 0 - 2           | Alicante       |
| Granada            | 0 - 1           | FC Cartagena   |
| Huesca             | 1 - 0           | Sestao River   |
| Lemona             | 1 - 2           | Palencia       |
| Lorca Deportiva CF | 2 - 3           | Real Jaén      |
| Noja               | 1 - 2           | Conquense      |
| Racing Portuense   | 4 - 1           | Jerez          |
| CD Puertollano     | 2 - 1           | CD Linares     |
| Universidad LPGC   | 2 - 0           | S.S. Reyes     |
| Utebo              | 1 - 2           | Valle de Egüés |
| Zalla              | 1 - 3           | Real Unión     |

## Secondo turno
Le partite furono giocate dal 4 al 5 settembre 2007. A partire da questo turno entrarono in scena le squadre di Segunda División.
- Eibar

| Squadra 1        | Risultato       | Squadra 2        |
| ---------------- | --------------- | ---------------- |
| Las Palmas       | 1 - 0           | Real Sociedad    |
| Alavés           | 1 - 0           | Gimnàstic        |
| Albacete         | 1 - 0           | Castellón        |
| Alcoyano         | 2 - 0           | Conquense        |
| Algeciras        | 0 - 1           | Dénia            |
| Córdoba          | 2 - 3 (dts)     | Cadice           |
| Granada 74       | 1 - 0           | Sporting Gijón   |
| Hércules         | 2 - 0           | Numancia         |
| L'Hospitalet     | 1 - 0           | Huesca           |
| Lemona           | 0 - 0 (4-5 dcr) | Ponferradina     |
| Malaga           | 2 - 1           | Celta Vigo       |
| Pontevedra       | 1 - 0           | FC Cartagena     |
| CD Puertollano   | 2 - 1 (dts)     | Badalona         |
| Real Jaén        | 0 - 2 (dts)     | Rayo Vallecano   |
| Real Unión       | 3 - 0           | Vecindario       |
| Salamanca UDS    | 1 - 2           | Elche            |
| San Isidro       | 2 - 5           | Racing Portuense |
| Talavera         | 2 - 1           | Barakaldo        |
| Tenerife         | 1 - 0           | Poli Ejido       |
| Universidad LPGC | 0 - 1           | Alicante         |
| Valle de Egüés   | 1 - 2           | Burgos           |
| Xerez            | 3 - 1           | Racing Ferrol    |

## Terzo turno
Le partite furono giocate il 10 ottobre 2007.
- Las Palmas

| Squadra 1  | Risultato       | Squadra 2        |
| ---------- | --------------- | ---------------- |
| Albacete   | 0 - 2           | Xerez            |
| Alcoyano   | 1 - 1 (5-3 dcr) | Rayo Vallecano   |
| Burgos     | 2 - 0           | Ponferradina     |
| Cadice     | 2 - 3           | Granada 74       |
| Dénia      | 3 - 1           | Racing Portuense |
| Elche      | 2 - 1 (dts)     | Eibar            |
| Hércules   | 2 - 1           | Alavés           |
| Pontevedra | 2 - 0           | CD Puertollano   |
| Real Unión | 2 - 1           | L'Hospitalet     |
| Talavera   | 0 - 2           | Alicante         |
| Tenerife   | 1 - 2           | Malaga           |

## Fase finale
La squadra scritta per prima gioca il primo turno in casa:
| Sedicesimi di finale 13 novembre, 2007 2 gennaio, 2008 | Sedicesimi di finale 13 novembre, 2007 2 gennaio, 2008 | Sedicesimi di finale 13 novembre, 2007 2 gennaio, 2008 | Sedicesimi di finale 13 novembre, 2007 2 gennaio, 2008 |  |                  | Ottavi 9 gennaio, 2008 16 gennaio, 2008 | Ottavi 9 gennaio, 2008 16 gennaio, 2008 | Ottavi 9 gennaio, 2008 16 gennaio, 2008 | Ottavi 9 gennaio, 2008 16 gennaio, 2008 |  |  | Quarti 23 gennaio, 2008 30 gennaio, 2008 | Quarti 23 gennaio, 2008 30 gennaio, 2008 | Quarti 23 gennaio, 2008 30 gennaio, 2008 | Quarti 23 gennaio, 2008 30 gennaio, 2008 |  |  | Semifinali 27/28, 2008 19/20, 2008 e Finale 16 aprile, 2008 | Semifinali 27/28, 2008 19/20, 2008 e Finale 16 aprile, 2008 | Semifinali 27/28, 2008 19/20, 2008 e Finale 16 aprile, 2008 | Semifinali 27/28, 2008 19/20, 2008 e Finale 16 aprile, 2008 |  |
|                                                        |                                                        |                                                        |                                                        |  |                  |                                         |                                         |                                         |                                         |  |  |                                          |                                          |                                          |                                          |  |  |                                                             |                                                             |                                                             |                                                             |  |
| Xerez                                                  | 0                                                      | 1                                                      | 1                                                      |  |                  |                                         |                                         |                                         |                                         |  |  |                                          |                                          |                                          |                                          |  |  |                                                             |                                                             |                                                             |                                                             |  |
| Recreativo Huelva                                      | 1                                                      | 1                                                      | 2                                                      |  |                  | Recreativo Huelva                       | 1                                       | 0                                       | 1                                       |  |  |                                          |                                          |                                          |                                          |  |  |                                                             |                                                             |                                                             |                                                             |  |
| Las Palmas                                             | 2                                                      | 1                                                      | 3                                                      |  | Villarreal       | 0                                       | 2                                       | 2                                       |                                         |  |  |                                          |                                          |                                          |                                          |  |  |                                                             |                                                             |                                                             |                                                             |  |
| Villarreal                                             | 4                                                      | 2                                                      | 6                                                      |  |                  |                                         |                                         |                                         |                                         |  |  | Villarreal                               | 0                                        | 0                                        | 0                                        |  |  |                                                             |                                                             |                                                             |                                                             |  |
| Dénia                                                  | 1                                                      | 3                                                      | 4                                                      |  |                  |                                         |                                         |                                         |                                         |  |  | Barcellona                               | 0                                        | 1                                        | 1                                        |  |  |                                                             |                                                             |                                                             |                                                             |  |
| Siviglia                                               | 1                                                      | 4                                                      | 5                                                      |  |                  | Siviglia                                | 1                                       | 0                                       | 1                                       |  |  |                                          |                                          |                                          |                                          |  |  |                                                             |                                                             |                                                             |                                                             |  |
| Alcoyano                                               | 0                                                      | 2                                                      | 2                                                      |  | Barcellona       | 1                                       | 0                                       | 1                                       |                                         |  |  |                                          |                                          |                                          |                                          |  |  |                                                             |                                                             |                                                             |                                                             |  |
| Barcellona                                             | 3                                                      | 2                                                      | 5                                                      |  |                  |                                         |                                         |                                         |                                         |  |  |                                          |                                          |                                          |                                          |  |  | Barcellona                                                  | 1                                                           | 2                                                           | 3                                                           |  |
| Elche                                                  | 1                                                      | 0                                                      | 1                                                      |  |                  |                                         |                                         |                                         |                                         |  |  |                                          |                                          |                                          |                                          |  |  | Valencia                                                    | 1                                                           | 3                                                           | 4                                                           |  |
| Real Betis                                             | 1                                                      | 3                                                      | 4                                                      |  |                  | Real Betis                              | 1                                       | 1                                       | 2                                       |  |  |                                          |                                          |                                          |                                          |  |  |                                                             |                                                             |                                                             |                                                             |  |
| Real Unión                                             | 1                                                      | 0                                                      | 1                                                      |  | Valencia         | 2                                       | 2                                       | 4                                       |                                         |  |  |                                          |                                          |                                          |                                          |  |  |                                                             |                                                             |                                                             |                                                             |  |
| Valencia                                               | 2                                                      | 3                                                      | 5                                                      |  |                  |                                         |                                         |                                         |                                         |  |  | Valencia                                 | 1                                        | 2                                        | 3                                        |  |  |                                                             |                                                             |                                                             |                                                             |  |
| Granada 74                                             | 1                                                      | 1                                                      | 2                                                      |  |                  |                                         |                                         |                                         |                                         |  |  | Atlético Madrid                          | 0                                        | 3                                        | 3                                        |  |  |                                                             |                                                             |                                                             |                                                             |  |
| Atlético Madrid                                        | 2                                                      | 1                                                      | 3                                                      |  |                  | Atlético Madrid                         | 0                                       | 1                                       | 1                                       |  |  |                                          |                                          |                                          |                                          |  |  |                                                             |                                                             |                                                             |                                                             |  |
| Real Valladolid                                        | 1                                                      | 3                                                      | 4                                                      |  | Real Valladolid  | 0                                       | 1                                       | 1                                       |                                         |  |  |                                          |                                          |                                          |                                          |  |  |                                                             |                                                             |                                                             |                                                             |  |
| Real Murcia                                            | 1                                                      | 2                                                      | 3                                                      |  |                  |                                         |                                         |                                         |                                         |  |  |                                          |                                          |                                          |                                          |  |  | Valencia                                                    | 3                                                           |                                                             |                                                             |  |
| Burgos                                                 | 0                                                      | 1                                                      | 1                                                      |  |                  |                                         |                                         |                                         |                                         |  |  |                                          |                                          |                                          |                                          |  |  | Getafe                                                      | 1                                                           |                                                             |                                                             |  |
| Getafe                                                 | 1                                                      | 4                                                      | 5                                                      |  |                  | Getafe                                  | 3                                       | 1                                       | 4                                       |  |  |                                          |                                          |                                          |                                          |  |  |                                                             |                                                             |                                                             |                                                             |  |
| Levante                                                | 2                                                      | 1                                                      | 3                                                      |  | Levante          | 0                                       | 0                                       | 0                                       |                                         |  |  |                                          |                                          |                                          |                                          |  |  |                                                             |                                                             |                                                             |                                                             |  |
| Almería                                                | 1                                                      | 1                                                      | 2                                                      |  |                  |                                         |                                         |                                         |                                         |  |  | Getafe                                   | 1                                        | 1                                        | 2                                        |  |  |                                                             |                                                             |                                                             |                                                             |  |
| Osasuna                                                | 2                                                      | 0                                                      | 2                                                      |  |                  |                                         |                                         |                                         |                                         |  |  | Maiorca                                  | 0                                        | 2                                        | 2                                        |  |  |                                                             |                                                             |                                                             |                                                             |  |
| Maiorca                                                | 0                                                      | 4                                                      | 4                                                      |  |                  | Maiorca                                 | 2                                       | 1                                       | 3                                       |  |  |                                          |                                          |                                          |                                          |  |  |                                                             |                                                             |                                                             |                                                             |  |
| Alicante                                               | 1                                                      | 1                                                      | 2                                                      |  | Real Madrid      | 1                                       | 0                                       | 1                                       |                                         |  |  |                                          |                                          |                                          |                                          |  |  |                                                             |                                                             |                                                             |                                                             |  |
| Real Madrid                                            | 1                                                      | 2                                                      | 3                                                      |  |                  |                                         |                                         |                                         |                                         |  |  |                                          |                                          |                                          |                                          |  |  | Getafe                                                      | 3                                                           | 1                                                           | 4                                                           |  |
| Pontevedra                                             | 1                                                      | 1                                                      | 2                                                      |  |                  |                                         |                                         |                                         |                                         |  |  |                                          |                                          |                                          |                                          |  |  | Racing Santander                                            | 1                                                           | 1                                                           | 2                                                           |  |
| Real Saragozza                                         | 0                                                      | 3                                                      | 3                                                      |  |                  | Real Saragozza                          | 1                                       | 2                                       | 3                                       |  |  |                                          |                                          |                                          |                                          |  |  |                                                             |                                                             |                                                             |                                                             |  |
| Malaga                                                 | 0                                                      | 0                                                      | 0                                                      |  | Racing Santander | 1                                       | 4                                       | 5                                       |                                         |  |  |                                          |                                          |                                          |                                          |  |  |                                                             |                                                             |                                                             |                                                             |  |
| Racing Santander                                       | 0                                                      | 2                                                      | 2                                                      |  |                  |                                         |                                         |                                         |                                         |  |  | Racing Santander                         | 2                                        | 3                                        | 5                                        |  |  |                                                             |                                                             |                                                             |                                                             |  |
| Hércules                                               | 2                                                      | 0                                                      | 2                                                      |  |                  |                                         |                                         |                                         |                                         |  |  | Athletic Bilbao                          | 0                                        | 3                                        | 3                                        |  |  |                                                             |                                                             |                                                             |                                                             |  |
| Athletic Bilbao                                        | 2                                                      | 2                                                      | 4                                                      |  |                  | Athletic Bilbao                         | 1                                       | 1                                       | 2(4)                                    |  |  |                                          |                                          |                                          |                                          |  |  |                                                             |                                                             |                                                             |                                                             |  |
| Espanyol                                               | 1                                                      | 2                                                      | 3                                                      |  | Espanyol         | 1                                       | 1                                       | 2(3)                                    |                                         |  |  |                                          |                                          |                                          |                                          |  |  |                                                             |                                                             |                                                             |                                                             |  |
| Deportivo La Coruña                                    | 1                                                      | 1                                                      | 2                                                      |  |                  |                                         |                                         |                                         |                                         |  |  |                                          |                                          |                                          |                                          |  |  |                                                             |                                                             |                                                             |                                                             |  |

## Sedicesimi di finale
| Squadra 1       | Totale | Squadra 2           | Andata | Ritorno |
| --------------- | ------ | ------------------- | ------ | ------- |
| Alicante        | 2 - 3  | Real Madrid         | 1 - 1  | 1 - 2   |
| Dénia           | 4 - 5  | Siviglia            | 1 - 1  | 3 - 4   |
| Real Unión      | 1 - 5  | Valencia            | 1 - 2  | 0 - 3   |
| Alcoyano        | 2 - 5  | Barcellona          | 0 - 3  | 2 - 2   |
| Burgos          | 1 - 5  | Getafe              | 0 - 1  | 1 - 4   |
| Pontevedra      | 2 - 3  | Real Saragozza      | 1 - 0  | 1 - 3   |
| Las Palmas      | 3 - 6  | Villarreal          | 2 - 4  | 1 - 2   |
| Granada 74      | 2 - 3  | Atlético Madrid     | 1 - 2  | 1 - 1   |
| Elche           | 1 - 4  | Real Betis          | 1 - 1  | 0 - 3   |
| Malaga          | 0 - 2  | Racing Santander    | 0 - 0  | 0 - 2   |
| Xerez           | 1 - 2  | Recreativo Huelva   | 0 - 1  | 1 - 1   |
| Hércules        | 2 - 4  | Athletic Bilbao     | 2 - 2  | 0 - 2   |
| Espanyol        | 3 - 2  | Deportivo La Coruña | 1 - 1  | 2 - 1   |
| Levante         | 3 - 2  | Almería             | 2 - 1  | 1 - 1   |
| Real Valladolid | 4 - 3  | Real Murcia         | 1 - 1  | 3 - 2   |
| Osasuna         | 2 - 4  | Maiorca             | 2 - 0  | 0 - 4   |

## Ottavi di finale
| Squadra 1         | Totale | Squadra 2        | Andata | Ritorno         |
| ----------------- | ------ | ---------------- | ------ | --------------- |
| Recreativo Huelva | 1 - 2  | Villarreal       | 1 - 0  | 0 - 2           |
| Siviglia          | 1 - 1  | Barcellona       | 1 - 1  | 0 - 0           |
| Real Betis        | 2 - 4  | Valencia         | 1 - 2  | 1 - 2           |
| Atlético Madrid   | 1 - 1  | Real Valladolid  | 0 - 0  | 1 - 1           |
| Getafe            | 4 - 0  | Levante          | 3 - 0  | 1 - 0           |
| Maiorca           | 3 - 1  | Real Madrid      | 2 - 1  | 1 - 0           |
| Real Saragozza    | 3 - 5  | Racing Santander | 1 - 1  | 2 - 4           |
| Athletic Bilbao   | 2 - 2  | Espanyol         | 1 - 1  | 1 - 1 (4-3 dcr) |

## Quarti di finale
| Squadra 1        | Totale | Squadra 2       | Andata | Ritorno |
| ---------------- | ------ | --------------- | ------ | ------- |
| Racing Santander | 5 - 3  | Athletic Bilbao | 2 - 0  | 3 - 3   |
| Getafe           | 2 - 2  | Maiorca         | 1 - 0  | 1 - 2   |
| Valencia         | 3 - 3  | Atlético Madrid | 1 - 0  | 2 - 3   |
| Villarreal       | 0 - 1  | Barcellona      | 0 - 0  | 0 - 1   |

## Semifinali
| Squadra 1  | Totale | Squadra 2        | Andata | Ritorno |
| ---------- | ------ | ---------------- | ------ | ------- |
| Getafe     | 4 - 2  | Racing Santander | 3 - 1  | 1 - 1   |
| Barcellona | 3 - 4  | Valencia         | 1 - 1  | 2 - 3   |

## Finale
| Squadra 1 | Risultato | Squadra 2 |
| --------- | --------- | --------- |
| Valencia  | 3 - 1     | Getafe    |

| Arbitro: | Alberto Undiano Mallenco |

| |            | |
| Mata 4’ Alexis 12’ Morientes 85’ | Marcatori  | 45’ Granero |
| Timo Hildebrand Miguel Brito Alexis Raúl Albiol Emiliano Moretti Carlos Marchena Rubén Baraja David Silva Juan Mata Javier Arizmendi David Villa | Formazioni | Óscar Ustari David Cortés Daniel Díaz Manuel Tena Lucas Licht Cosmin Contra Rubén de la Red Javier Casquero Esteban Granero Juan Ángel Albín Manu del Moral |
| Ronald Koeman | Allenatori | Michael Laudrup |

## Classifica marcatori
| Gol |  |  | Giocatore     | Squadra    |
| --- |  |  | ------------- | ---------- |
| 6   |  |  | Migue         | Dénia      |
| 4   |  |  | Thierry Henry | Barcellona |
| 4   |  |  | Joaquín       | Valencia   |
| 4   |  |  | Juan Mata     | Valencia   |
| 4   |  |  | Nikola Žigić  | Valencia   |